# 京阪大津線
大津線（おおつせん）は、京阪電気鉄道の京津線と石山坂本線の2路線の総称である。

## 概要

路線図

大津線の名称は、京阪電気鉄道鉄道営業部が管轄する京阪線（京阪本線・鴨東線・宇治線・交野線・中之島線の総称）との区別にも用いられる。大津線の存在により、京阪電気鉄道は滋賀県内に路線を持つ唯一の大手私鉄となっている。
滋賀県大津市にあるびわ湖浜大津駅を中心に、同市内西部地域（琵琶湖、及び瀬田川西岸地域）と京都市中心部地域とを結ぶ軌道線（路面電車）として、明治末期から昭和初期にかけて形成された。
京津線・石山坂本線は軌道法の適用を受けてはいるが、現在は小型の普通鉄道タイプの車両が走行しており、道路上の併用軌道区間に停留場は存在しない。
京阪山科駅の待避設備が廃止されて以降は、両線共通で先発先着の平行ダイヤとなっている。
大津線では、1997年の京津線の京都市営地下鉄東西線への乗り入れ開始を機にラインカラーが導入された。京津線は黄色（■）、石山坂本線は緑（■）とされ、駅名標などのサインシステムにも取り入れられた。これにより、従来京阪線と共通であったサインシステムが大津線独自の仕様となった。
その後2017年より、京阪電車のブランドイメージ統一のため、サインシステムを京阪線と再統一することとなり、京阪膳所駅の玄関駅名標とびわ湖浜大津駅の定期券発行機の案内サインを皮切りに更新を開始し、2018年3月までに全駅で更新を完了した。また、大津線の車両カラーデザインについても京阪線と統一することとなり、京津線・石山坂本線が同じカラーリングとなることから、1997年以来のラインカラーに代わり、京津線では黄緑（■）、石山坂本線では水色（■）を基調とした路線識別マークが設定された。2018年3月からは路線図などにも使用されている。
大津線の沿線には近江神宮や日吉大社、石山寺などの寺社があるが、大津線の営業車両の客車内には京阪線と同様に成田山不動尊の御守札が祀られている。
なお、2005年より、毎年12月下旬から翌年2月末にかけて、大津線を利用している受験生に向けた応援グッズとして、スベリ防止砂「勝利を砂（サ）ポート」を京阪石山駅・京阪膳所駅・びわ湖浜大津駅・京阪大津京駅で配布している。

### 京津線
京津線は、4両編成の電車が京都市中心部では京都市営地下鉄東西線に乗り入れ、京都府と滋賀県との府県境にある旧東海道の難所でもあった逢坂山付近では、登山電車並みの急曲線・急勾配を走り抜け、滋賀県大津市中心部では国道161号線上の併用軌道を走る、地下鉄・登山電車・路面電車の3つの性質を併せ持つ路線である。なお、地下鉄東西線との共同駅である御陵駅と旧御陵府道踏切（三条通）との間は、京阪の地下線扱いとなっている。
かつては三条駅構内で京阪本線と線路が接続され、直通列車も運転されていたが、連絡線は1969年に撤去され、京阪本線とは分断された。その後、1987年の京阪本線の地下化を経て、1997年の京都市営地下鉄東西線開業と京津線の部分廃止に伴い、現在は東西線と接続され直通運転が行われている。なお、地下鉄東西線とは相互乗り入れではなく、京阪の片乗り入れである。

### 石山坂本線

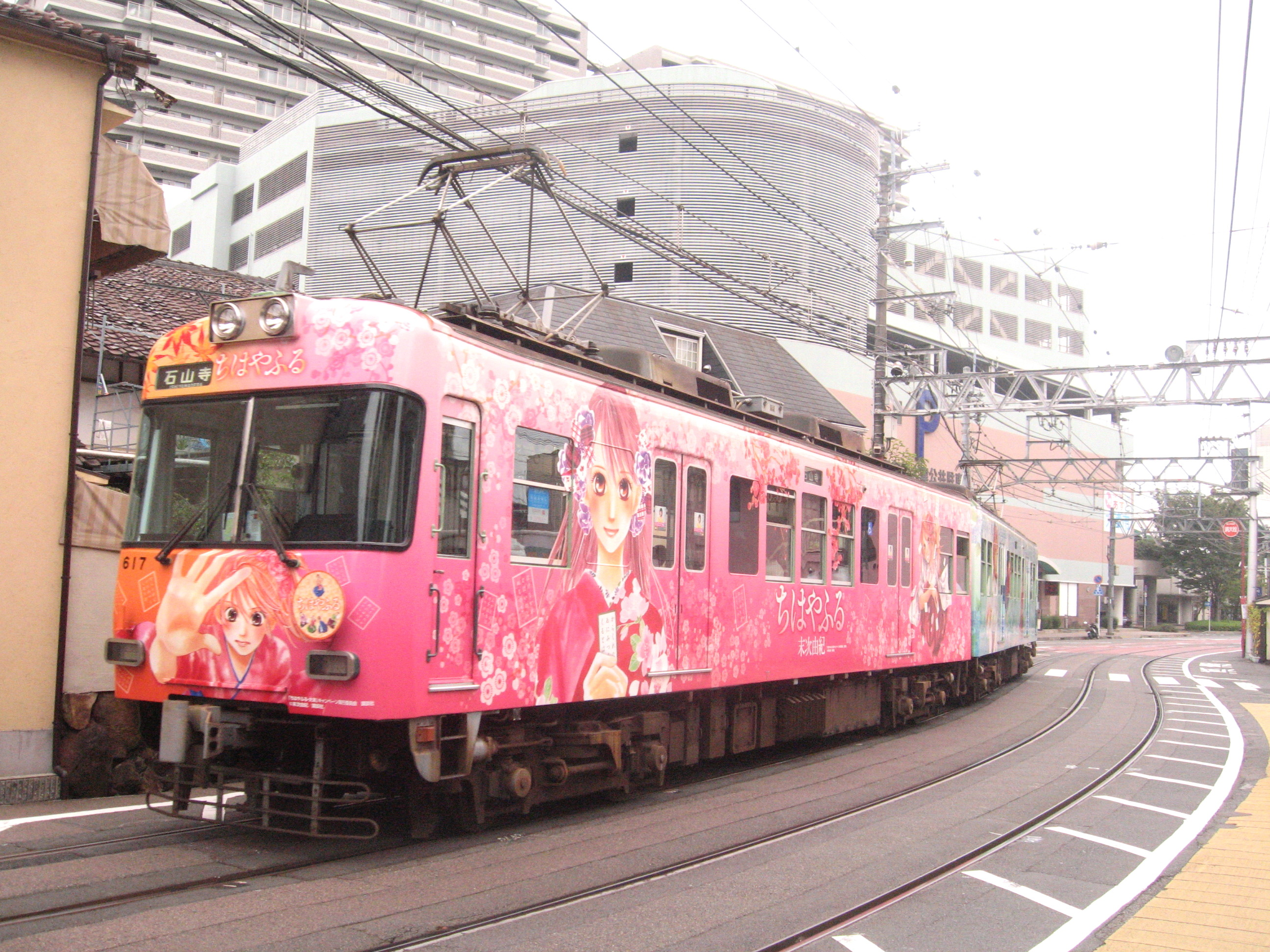
京阪電鉄大津線のアニメ「ちはやふる」をモチーフにしたラッピング電車

石山坂本線は2両編成での運転で、びわ湖浜大津駅から東南方の石山寺駅までの区間は旧東海道や瀬田川に沿って住宅街・旧城下町・下町を走り抜ける。北側の三井寺 - 坂本比叡山口間は将来堅田への延長をめざして敷設された区間である。なお、近年多くのラッピング車両が運行されている。

## 運賃・乗車券

### 運賃制度
かつて、大津線では区間制運賃を採用していた名残で、京阪線と同様の対キロ区間制運賃となってからも、例外となる運賃が設定されている区間がある。
1997年の京津線部分廃止までは、三条駅を介して京阪線と大津線にまたがる運賃は、以下の3通りとなっていた。
- A: 京阪線三条駅までの運賃に少し上乗せした額（東山三条駅のみ適用）
- B: 三条駅を基準に、京阪線の一定対キロ区間と大津線の一定区間同士の乗り継ぐ場合の割引が適用された額
- C: 京阪線と大津線の運賃を合算した額（割引なし、淀屋橋駅 - 浜大津駅〈現・びわ湖浜大津駅〉・石山寺駅・坂本駅〈現・坂本比叡山口駅〉間など）

### 乗車券
京都市営地下鉄東西線開業までは無人駅も多く、乗車券を発売している駅でも自動券売機が設置されていなかったり、窓口の営業時間が限られていたり（時間外にはパネルなどで窓口を塞いでいた）したこともあって、自動改札機に対応していない軟券が多数発売されていた（発駅を示すスタンプを押す欄がある）。とくに京阪線にまたがって発売されたものに対しては、着駅を最下段に表すミシン目の入ったタイプが最後まで用いられていた（車内で車掌が発行していた乗車券も同じ）。また、自動券売機設置駅であっても、京津三条駅・京阪山科駅・浜大津駅〈現・びわ湖浜大津駅〉・京阪石山駅を除き、券売機のシャッターが降ろされ使用できない時間帯があった（窓口のパネルや券売機のシャッターには「乗車券は車内でお買い求め下さい」と書かれていた）。
2025年時点で、大津線では多くの駅でタッチパネル式の自動券売機が設置されている。
大津線では以下の1日乗り放題の企画乗車券（一日乗車券）が発売されている（2025年4月13日現在）。
- 大津線のみ利用可能な「京阪電車 びわ湖1日観光チケット」[5]
- 大津線に加え坂本ケーブル、江若バス（比叡山坂本駅 - ケーブル坂本駅）、比叡山内シャトルバスも利用可能な「比叡山・大津線きっぷ」[6]

京阪線側でも年間を通して発売され、かつ京阪線のみ利用可能な1日乗り放題の企画乗車券が存在するほか、過去には大津線と京阪線どちらも1日乗り放題となる企画乗車券が存在した。

### ICカード
大津線ではPiTaPaやICOCAなどの交通系ICカード全国相互利用サービスに対応するICカード乗車券が利用可能である。
2017年4月1日より大津線で「ICOCA定期券」の発売を開始している。あわせてJR西日本・京都市営地下鉄および京阪線とのICOCA連絡定期券の発売を開始した。

## 電力設備
大津線管内には京津線の四宮変電所・石山坂本線の滋賀変電所、石山変電所の3か所の変電所があり、関西電力より交流22kVを受電して直流1500Vに整流して電車線に送電するほか、四宮変電所、滋賀変電所では付帯変圧器で交流3300Vに変圧して駅電気施設・信号保安設備などへ送電している。なお、2017年7月より電車線に送電する電力をエネットから購入している。なお四宮変電所・滋賀変電所には地震計があり、大津指令所で集約表示している。
また、大津線で運用されている車両は、すべて回生ブレーキ付き電動車で列車本数が少ないため、四宮変電所とびわ湖浜大津駅に回生電力吸収装置を設置して回生失効対策を行っている。架線電圧600V時代には、80形の回生ブレーキで得た電力を三条変電所から京阪本線へ送電していた。京阪線の架線電圧1500V昇圧後は、吸電インバーターで吸収した電力をSIVで交流に変換して三条駅の照明電源に使用され、京阪本線三条駅の地下化後も、京津線の三条 - 御陵間廃止まで続けられた。

## 信号保安設備
大津線管内には場内信号機11基・出発信号機16基・入換信号機34基・誘導信号機4基・中継信号機10基・手信号代用器11基・閉塞信号機69基の155基が設置されており、順次電球からLEDに更新が進められつつある。また、近江神宮以北の22基では雪害対策として大型フードが取り付けられている。
第一種電気継電連動装置が京津線2か所・石山坂本線4か所の計6か所に設置されており、列車運行管理システムに連動している。

### 列車運行管理システム
大津線の列車運行管理システムは、運転指令所の中央装置から各信号取り扱い駅（全6駅）に設置された連動装置を列車運行ダイヤに基づいて信号制御するもので、これらは2重の光ファイバーケーブルでループ状に接続されている。このシステムは、中央にマイクロコンピュータを設置し、各駅装置にはコンピュータを設けず、CTC駅装置を介して既設の連動装置を制御し、駅装置から列車の運行情報を中央装置に返送して運行管理している。
安定したシステム運用を図るため、2016年3月13日より列車運行管理システムが更新された。中央装置と各駅装置を二重系の冗長構成とすることで、システムの障害などに備えている。

### 踏切保安装置
大津線管内には112か所の踏切があり、うち105か所が第1種甲踏切、残り7か所（京津線3か所・石山坂本線4か所）が第3種踏切。第1種踏切のうち交通量が多い40か所には踏切障害物検知装置が取り付けられている。

### 自動車転落検知装置
石山坂本線の滋賀里 - 穴太間の県道との並走区間、京津線大谷駅付近の国道1号線との並走区間に「自動車転落検知装置」が設置されている。構造はシンプルで道路と軌道の間に微弱電流が流れる4本の検知線が張られていて、そのうちの1本でも切断され電気が止まると運転指令と信号扱い所に警報を発し、同時に特殊信号発光機を発光表示させる。
なお、かつて落石事故があった九条山駅付近には、同じ仕組みの「土砂崩れ検知装置」が設置されていたが、設置区間の廃止に伴い撤去された。

### 併用軌道監視テレビ
びわ湖浜大津 - 上栄町・びわ湖浜大津 - 三井寺間の併用軌道区間では列車の運行状態を監視するために多数のカメラが設置されており、運転指令所でモニターされている。